# 竹内直久
竹内 直久（たけうち なおひさ、1978年 - ）は、和歌山県出身の日本の弁護士（大阪弁護士会所属）。知的財産修士（専門職）。向井・竹内法律事務所共同代表。

## 経歴
2002年神戸大学法学部卒業（2001年司法試験合格）。2002年最高裁判所司法研修所入所 （第56期司法修習生）。2003年弁護士登録（大阪弁護士会）後、宮﨑綜合法律事務所入所 。
2008年大阪工業大学知的財産専門職大学院知的財産専攻修了、知的財産修士（専門職）。 2018年同法律事務所パートナー。 2020年独立し、向井・竹内法律事務所開設、共同代表。
主な専門は、知的財産法（著作権行使を巡る独占禁止法事例、出願特許に基づく不正競争防止法違反など）、企業法務（顧問業務、訴訟紛争業務、倒産、M&A・法務デューデリジェンス等）  、一般民事（相続、離婚、不動産・交通事故等）。
主な所属団体は、大阪弁護士会など。主な著書は、「新訂貸出管理回収手続双書 不動産担保（下）」（共著、金融財政事情研究会2010） 、「反社会的勢力排除の法務と実務」（共著、きんざい2012）。